# Sân bay quốc tế Nelson Mandela
Sân bay quốc tế Nelson Mandela hay Sân bay quốc tế Praia (IATA: RAI, ICAO: GVNP) là một sân bay nằm trên đảo Santiago của Cabo Verde. Nó đã được mở cửa vào cuối năm 2005, thay thế sân bay quốc tế Francisco Mendes cũ. Nó nằm khoảng 3 km về phía đông bắc của trung tâm Praia ở phía đông nam của đảo Santiago. Vào đầu năm 2012, sân bay này đã được đặt theo tên của Nelson Mandela.
Chuyến bay đầu tiên đến sân bay mới được thực hiện vào ngày 23 tháng 10 năm 2005. Sân bay quốc tế chính của Cabo Verde vẫn là sân bay quốc tế Amílcar Cabral trên đảo Sal. Một sân bay quốc tế nữa là sân bay tọa lạc trên đảo Sao Vicente gần thủ đô Mindelo.

## Các hãng hàng không và tuyến bay
| Hãng hàng không      | Các điểm đến |
| -------------------- | --- |
| Cabo Verde Express   | Sal |
| Halcyonair           | Fogo, Sal, São Vicente |
| TAAG Angola Airlines | Luanda, São Tomé |
| TACV                 | Banjul, Boa Vista, Boston, Dakar, Fogo, Fortaleza, Las Palmas, Lisbon, Maio, Nice (từ ngày 2 tháng 7 năm 2010), Sal, São Vicente |
| TAP Portugal         | Lisbon |